# شهناز همتی
شهناز همتی (زاده: ۱۳۵۶ هرات، ولایت هرات) سیاست‌مدار افغانستانی و نماینده مردم هرات در دوره پانزدهم مجلس نمایندگان افغانستان است.

## زندگی‌نامه
شهناز همتی متولد ۱۳۵۶ از هرات ولایت هرات افغانستان است. وی دارای مدرک تحصیلی ماستر/فوق لیسانس در رشته حقوق و معارف است.

## دیگر فعالیت‌ها
- تدریس، فعالیت فرهنگی، مدیریت و مشاور خانواده و جوانان[۱]
- عضو و مسئول ریاست امور زنان در مجمع مدنی هرات.[۱]